# رویدادنامه هلستروم
رویدادنامه هلستروم (انگلیسی: The Hellstrom Chronicle) فیلمی در ژانر مستند به کارگردانی والون گرین است که در سال ۱۹۷۱ منتشر شد. از بازیگران آن می‌توان به لارنس پرسمن اشاره کرد.